# Ion Inculeț
Ion Constantin Inculeț (russisch Iwan Konstantinowitsch Inkulez) (* 5. Apriljul. / 17. April 1884greg. in Răzeni; † 18. November 1940 in Bukarest) war ein Naturwissenschaftler und Politiker mit rumänischer Herkunft, der sich für seine Heimat Bessarabien politisch einsetzte.

## Herkunft und Leben
Ion Inculeț entstammt einer moldauischen Bauernfamilie des Dorfes Răzeni im Kreis Lăpușna, das heute im Rajon Ialoveni liegt. Der Vater war Constantin Gheorghe (russ. Gheorghevici) Inculeț, die Mutter Mariei Nicolae (russ. Nicolaevna) Inculeț, geb. Ionaș, aus dem Dorf Căinari im damaligen Kreis Tighina, heute im Rajon Căușeni gelegen. Die Familie zog wenige Jahre nach seiner Geburt nach Căinari in den Geburtsort der Mutter. 1919 heiratete er Ruxanda Cantacuzino, Tochter einer vermögenden Großgrundbesitzerin. Das Ehepaar hatte zwei Kinder, Ion und Georgel.
Der Bruder von Ion Inculeț, George Inculeț, lebte als Schmied im Dorf Căinari. Der Enkel von Ion Inculeț, Pavel, war rumänischer Verwaltungsbeamter und heiratete eine bessarabiendeutsche Lehrerin. Die Familie ließ sich 1940 mit den übrigen Bessarabiendeutschen nach Deutschland umsiedeln. Ion Inculeț verstarb 1940 im Alter von 56 Jahren in Bukarest an einer Herzkrankheit und wurde im Kloster Cernica im Kreis Ilfov beigesetzt. Beim sowjetischen Einmarsch 1944 in Rumänien wurde sein Grab geschändet. Ursache war die rumänischfeindliche Stimmung der Sowjets wegen der rumänischen Teilnahme am Russlandfeldzug. Heute ist eine Straße im Zentrum von Chișinău nach ihm benannt. Seine Ehefrau Roxana Cantacuzino verstarb am 21. Mai 1942 im Alter von 50 Jahren in Bukarest. Sie wurde zunächst an seiner Seite in Cernica beerdigt. In den 1940er Jahren erhielten beide ein Familiengrab in der 1942 bis 1947 entstandenen Kirche in Bârnova unweit von Iași, die ihre Söhne Ion und Georgel erbauen ließen.

## Wissenschaftlicher Weg
Ion Inculeț war von früher Jugend an ein Autodidakt. 1899 beendete er die Schule. Er begann zunächst ein Studium am theologischen Seminar in Kischinew, das er 1905 mit der besten Note beendete. Danach schrieb er sich kurzfristig als Student an der estnischen Universität Tartu ein. Von 1906 bis 1911 studierte er Physik und Mathematik an der Fakultät der Wissenschaften in Sankt Petersburg und schloss mit dem Diplom ab. 1914 hatte er eine Stellung als Physiker am russischen Wetteroberservatorium inne. Gleichzeitig unterrichtete er an einer Handelsschule Mathematik. An der St. Petersburger Universität hielt er als Privatdozent Vorlesungen über Astronomie und Mathematik. Von 1912 bis 1917 verfasste er eine Reihe wissenschaftlicher Abhandlungen zu den Themen Radioaktivität, Röntgenstrahlen, Dopplereffekt, Ionisation der Atmosphäre.

## Politischer Weg

### Russische Revolution
Bereits 1906 und 1907 beteiligte sich Ion Inculeț in Sankt Petersburg an der Russischen Revolution, den von 1905 bis ins Jahr 1907 andauernden revolutionären Unruhen im zaristischen Russland. Dabei lernte er Lenin, Trotzki und Kerenski kennen. Später fühlte er sich von den sozialistischen Ideen der russischen Februarrevolution 1917 angezogen. Ion Inculeț ließ sich in den Petrograder Arbeiter, Bauern- und Soldatenrat wählen. Im August 1917 ging er nach Kischinew zurück. Er wollte bei den einsetzenden revolutionären Ereignissen in seiner bessarabischen Heimat eine aktive Rolle spielen.

### Unabhängigkeit und Anschluss Bessarabiens

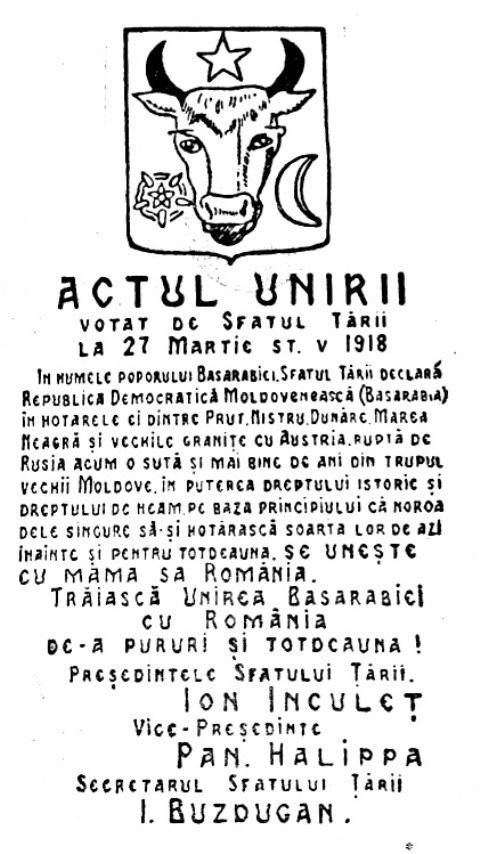
Von Ion Inculeț als Präsident des Sfatul Țării 1918 unterzeichnete Anschlusserklärung Bessarabiens an Rumänien

Schon früh engagierte sich Ion Inculeț für die Unabhängigkeit Bessarabiens. 1906/07 schrieb er unter dem Pseudonym Ion Gandu Artikel für die Zeitung Basarabia, die erste rumänischsprachige Zeitung Bessarabiens. Auch später, 1917, sympathisierte er in Sankt Petersburg mit Studenten, die bessarabische Autonomieforderungen stellten. 1917 kehrte er nach Bessarabien zurück und wurde zum Präsidenten des Sfatul Țării (deutsch: Landesrat) gewählt. Das war eine am 2. November 1917 in Kischinew gebildete nationale Vollversammlung Bessarabiens, die über das weitere Schicksal des ehemals russischen Gouvernements bestimmen sollte, nachdem das Zarenhaus in der Februarrevolution 1917 gestürzt war.
Im Dezember 1917 wurde Ion Inculeț in seiner Eigenschaft als Präsident des Sfatul Țării Präsident der Demokratischen Moldauischen Republik, die sich als autonomer Teil vom russischen Reich abgespalten hatte. Kurzfristig erfolgte im Januar 1918 eine Umbenennung in Moldauische Demokratische Republik bis zur Proklamation des Anschlusses an Rumänien im März 1918. Als die bessarabisch-rumänische Vereinigung im November 1918 erfolgt war, löste sich der Landesrat auf.

### Rumänische Karriere
Danach setzte er seine politische Karriere in Rumänien fort. Am 10. Oktober 1918 wählte man ihn zum Mitglied in die Rumänische Akademie der Wissenschaften. Im gleichen Jahr wurde er Abgeordneter des rumänischen Parlaments und später auch Senator. 1923 trat er der „Nationalliberalen Partei“ bei und war bald einer ihrer wichtigsten Vertreter. Schon 1918 berief ihn die rumänische Regierung in ihr Kabinett, in dem er bis 1940 mehrere Ministerämter innehatte. Er war Staatsminister, Gesundheits- und Sozialminister sowie Innenminister. Im Laufe des für Rumänien krisenhaften Sommers 1940 wurde er erneut als Staatsminister berufen. Am 28. Juni hatte die Sowjetunion Bessarabien und Teile der Bukowina als Folge des Hitler-Stalin-Paktes besetzt.

## Veröffentlichungen (Auswahl)
- Spațiul și timpul în noua lumină științifică, Bukarest 1920, rum. Sprache, (Der Raum und die Zeit im neuen Licht der Wissenschaft)
- Ma première rencontre avec Saint Aulaire, 1930, franz. Sprache, (Meine erste Begegnung mit Saint Aulaire)
- U.R.S.S., Bukarest 1932